# Epiechinus commersoni
Epiechinus commersoni är en skalbaggsart som beskrevs av Yves Gomy 1978. Epiechinus commersoni ingår i släktet Epiechinus och familjen stumpbaggar. Inga underarter finns listade i Catalogue of Life.